# Miles M.35 Libellula
El Miles M.35 Libellula fue un avión de investigación de alas en tándem construido por la británica Miles Aircraft como precursor de un propuesto caza naval embarcado. Fue llamado así por la libellula, un género del suborden anisoptera.

## Diseño y desarrollo
Los aviones embarcados están en desventaja en comparación con sus equivalentes terrestres, porque necesitan sistemas de plegado de alas que aumentan el peso del avión a expensas de la carga útil. Las adaptaciones de aviones terrestres de rueda de cola monomotores poseían típicamente una pobre visibilidad durante el aterrizaje. En 1941, Miles tuvo conocimiento de las altas tasas de accidentes durante los aterrizajes en portaaviones. Se comenzaron unos trabajos de forma privada sobre configuraciones poco usuales que potencialmente resolvieran el problema de la visibilidad y las complicaciones de las alas plegables, requeridas para el almacenaje de los aviones embarcados.
Mientras estudiaba estos problemas, George Herbert Miles visitó el Aeroplane & Armament Experimental Establishment en RAF Boscombe Down. Vio el Lysander con alas en tándem de Westland-Delanne, con una segunda ala con timones de punta en lugar de la disposición convencional del estabilizador vertical y plano de cola (el ala se había añadido para llevar una torreta de cuatro armas pesadas para defensa). Miles se dio cuenta de que un caza de alas en tándem se podía construir para que cupiera en los elevadores de los portaaviones sin necesidad del plegado de alas. Además, el piloto podía sentarse en el morro, con una excelente vista durante los aterrizajes. Para Miles, la configuración de alas en tándem parecía ser la respuesta… proporcionarla era “aerodinámicamente factible”.
Las ventajas de un caza embarcado de alas en tándem incluían: pequeño tamaño, maniobrabilidad, excelente visibilidad, peso y resistencia reducidos. Evitando el burocrático proceso de presentar un diseño poco ortodoxo a la consideración oficial, Miles construyó y voló una maqueta. Miles encargó a Ray Bournon el diseño de un pequeño avión monoplaza monomotor, el Miles M.35. Sin la interferencia de la burocracia, el diseño y la construcción fueron completados en seis semanas. El resultado fue un pequeño avión de madera con un ala delantera alta y un ala trasera baja, tren de aterrizaje triciclo fijo y una hélice propulsora, con el motor en la parte trasera del fuselaje y el piloto sentándose en la parte delantera del mismo.
El ala delantera era moderadamente trapezoidal con el borde de ataque recto, mientras que la trasera tenía tres partes: una sección central recta para evitar la hélice y que soportaba las patas principales del tren de aterrizaje, más secciones externas de alrededor de un cuarto de la envergadura afrechadas aproximadamente en 30º, que soportaban grandes aletas en las puntas alares. El fuselaje conectaba todos los componentes, y llevaba el motor, combustible, la cabina y el tren delantero.

## Historia operacional
Las pruebas de vuelo del M.35 debían comenzar en 1942, pero el piloto de pruebas jefe de Miles se negó a despegar el avión, por lo que George Miles se hizo cargo. El M.35 demostró ser reacio a despegar; finalmente, Miles descubrió que si el mando de gases se cerraba abruptamente con cierta velocidad, el pequeño avión saltaba al aire. El vuelo inicial, el 1 de mayo de 1942, no resultó un éxito, siendo el avión casi incontrolable debido a un centro de gravedad incorrecto. Miles pudo completar este vuelo a duras penas. Los vuelos posteriores fueron más exitosos después de lastrar el avión correctamente, demostrando que la disposición de alas en tándem podía ser útil para un caza naval. Se llevaron a cabo más vuelos en apoyo a otros proyectos de alas en tándem de Miles.
Miles presentó inmediatamente una propuesta de un caza naval basado en la disposición (llamada “Libellula”) al Almirantazgo y al Ministerio de Producción Aeronáutica. Al construir el M.35 sin autorización oficial, la compañía fue castigada por el Ministerio de Producción Aeronáutica que, junto con el Almirantazgo, rechazaron el propuesto caza. Sin embargo, Miles se sintió alentado por los resultados del M.35. La empresa diseñó un bombardero con los mismos principios. Fue presentado a la burocracia en julio de 1942 para cubrir los requerimientos de la Especificación B.11/41; Miles comenzó inmediatamente los trabajos en una versión a escala (el M.39B).

## Especificaciones (M.35 Libellula)
Referencia datos: Miles Aircraft since 1925 The Hamlyn Concise Guide to British Aircraft of World War II

### Características generales
- Tripulación: Uno (piloto)
- Longitud: 6,2 m (20,3 ft)
- Envergadura: 6,2 m (20,4 ft) ala trasera; 6,09 m ala delantera
- Altura: 2,1 m (6,8 ft)
- Superficie alar: 7,8 m² (84 ft²)ala trasera; 4,64 m² ala delantera
- Perfil alar: raíz del ala delantera: NACA 23018; punta del ala delantera: NACA 23012; raíz del ala trasera: NACA 23018; punta del ala trasera: NACA 23015
- Peso vacío: 660 kg (1454,6 lb)
- Peso cargado: 839 kg (1849,2 lb)
- Planta motriz: 1× motor lineal invertido de 4 cilindros refrigerado por aire de Havilland Gipsy Major.
  - Potencia: 97 kW (134 HP; 132 CV)
- Hélices: Bipala de paso fijo
- Alargamiento del ala delantera: 8
- Alargamiento del ala trasera: 5

### Rendimiento
- Carga alar: 67 kg/m² (13,7 lb/ft²)
- Potencia/peso: 0,11 kW/kg (0,07 hp/lb)

## Aeronaves relacionadas

### Desarrollos relacionados
- Miles M.39B Libellula

### Aeronaves similares
- Curtiss-Wright XP-55 Ascender
- Arsenal-Delanne 10
- Kyushu J7W
- Mikoyan-Gurevich MiG-8

### Secuencias de designación
- Secuencia M._ (interna de Miles): ← M.28 - M.30 - M.33 - M.35 - M.37 - M.38 - M.39B →